# .bu
.bu is het achtervoegsel van het land Birma conform de ISO 3166-1 codering. Met de naamwijziging van het land in Myanmar in het jaar 1989, is ook de ISO landcodering veranderd in .mm. Feitelijk is de .bu landcode nooit uitgereikt. Sedert 1997 is .mm dan ook de echte domeinnaamextensie voor Birma.